# Distrito de Gros Islet
Gros Islet es un distrito administrativo localizado al norte de la isla de Santa Lucía, un pequeño país del área del Caribe localizado al norte de Venezuela y Trinidad y Tobago. De acuerdo con el censo del año 2001 la región tiene una población de 20,892 habitantes.
La cabecera distrital es la población de Gros Islet, ubicada a 9.7 km al noreste de la ciudad de Castries (14°03′N, 60°57′O).

## Organización territorial
El distrito está formado por cien localidades:
- Americ
- Anse du Cap/Saddle Back
- Assou Canal
- Balata (parcial)
- Beausejour
- Becune Park
- Becune Point
- Bella Rosa
- Belle Ville
- Belle Vue
- Belle Vue Estate
- Boguis
- Bois d'Inde
- Bois d'Orange
- Bon Air
- Bonneterre
- Bonneterre Gardens
- Cacolie
- Caille Des
- Cap Estate
- Cardinal
- Careffe
- Caribbean Park
- Cas-en-Bas
- Caye Manjé
- Chassin
- Chickenback Street
- Choc (parcial)
- Cletus Village
- Corinth
- Corinth Estate
- Dauphin
- Degazon
- Des Barras
- Desa Blond
- Desrameaux
- East Winds
- Edge Water
- En Pois Doux (parcial)
- Fond Assau (parcial)
- Fostin's Development
- Garrand (parcial)
- Golf Park
- Grande Riviere
- Gros Islet
- Gros Islet Town
- Ingle Woods
- La Bel Lair
- La Borne
- La Brellotte
- La Croix Chaubourg (parcial)
- Lafeuille
- La Guerre
- La Retraite
- La Sorciere
- Lawifwen
- L'Hermitage
- Louvet (parcial)
- Lower Saline Point
- Malgretoute
- Marisule
- Marquis Estate
- Massade
- Mon du Cap
- Monchy
- Mongiraud
- Monier
- Morne Citon
- Morne Elwin
- Morne Serpent
- Moulin a Vent
- Mount Layau
- NDC
- Norbert
- Paix Bouche (parcial)
- Piat
- Pigeon Island
- Piton Flore (parcial)
- Plateau
- Postlewaithe
- Ranch Site
- Ravine Macock
- Reduit
- Reduit Orchard
- Reduit Park
- Resinard (parcial)
- Riviere Mitan
- Rodney Bay
- Rodney Heights
- Sans Souci
- Talvern (parcial)
- Ti Dauphin
- Ti Morne
- Top of the World
- Trouya
- Union (parcial)
- Union Terrace
- Upper Saline Point
- Vieux Sucreic
- White Rock